# Etanol
Etanol (obični alkohol, CH3-CH2-OH, C2H5OH) je najvažniji član skupine alkohola. Etanol je primarni alkohol s dva ugljikova atoma.

## Osobine i upotreba
Etanol je pri sobnoj temperaturi bezbojna, hlapljiva i lako zapaljiva tekućina ugodna mirisa. Vrelište mu je 78,3 °C, talište –117,3 °C, a gustoća 0,789 g/cm³.
Reagira neutralno i higroskopan je. Miješa se s vodom u svakom omjeru, pri tom joj se smanjuje obujam i razvija toplina. S vodom i s različitim organskim tvarima etanol stvara azeotropne smjese.
Aktivan je sastojak opojnih (alkoholnih) pića, u kojima nastaje fermentacijom šećera uz pomoć kvasca.
Alkohol se upotrebljava kao otapalo (jako dobro otapa masti, ulja i boje) i sredstvo za ekstrakciju, dezinfekciju, konzerviranje i za izradu (proizvodnju) umjetnih alkoholnih pića. Polazna je tvar i za proizvodnju niza važnih kemikalija, kao acetaldehida, octene kiseline, različitih estera i etera, etilena, kloroforma, polimernih materijala, umjertnih kaučuka i dr.
Najjača alkoholna pića ne sadrže više od 45 % alkohola, dok je najveći mogući maseni udio etanola u alkoholu dobivenom destilacijom 95,6 %. Dodatnim izdvajanje vode dobije se apsolutni alkohol s udjelom etanola iznad 99 %. 
Ako čovjek popije (eksa) 500 ml čistog etanola može umrijeti. Budući da se brzo resorbira u probavnom traktu, služi kao izvor energije s brzim djelovanjem pa se ponekad upotrebljava protiv šoka.
Zapaljen gori bijelo-plavim plamenom.

Gorenje etanola:
2C2H5OH+6O2-->4CO2+6H2O

## Dobivanje
Alkoholno vrenje je najstariji način dobivanja alkohola. To je proces u kojem se uz katalitičko djelovanje enzima kvašćevih gljivica ugljikohidrati pretvaraju u etanol. U pićima se dobije djelovanjem kvašćevih gljivica na šećer u ječmu (za pivo), grožđu (vino) te ječmu, kukuruzu ili riži (viski, tequila, sake). Fermentacija se zaustavlja kada volumni udio alkohola dostigne 16 % jer koncentriraniji alkohol onemogućava aktivnost enzima (gljivica). Pića u kojima je volumni udio alkohola veći dobivaju se destilacijom. Specifičan okus vina i pića potječe od malih koncentracija duljelančanih ugljikovodika, aldehida, organskih kiselina i estera.
S obzirom na to da ubija kvasce, fermentacijom se ne mogu proizvesti alkoholne otopine s više od 16 % obujamnoga udjela etanola.
Alkohol namijenjen pripravi alkoholnih pića proizvodi se od škrobnih ili šećernih sirovina vrenjem s pomoću kvasca. Industrijskom fermentacijom sirovina bogatih šećerom (melasa, sirutka, šećerna repa, voće), škrobom (krumpir, kukuruz, ječam, raž, riža, zob i druge žitarice) ili celulozom (otpadna sulfitna lužina), proizvodi se etanol koji se upotrebljava kao gorivo. Sirovine od kojih se prije vrenja priprema otopina, nazvana je prema sirovini, škrobna komina (ili slatka komina).

Sirovine se prvo usitne (voće, žitarice, krumpir, šećerna repa), po potrebi miješaju s vodom radi suspendiranja (škrobne sirovine) ili razrjeđivanja (melasa). Katkad se dodaju i hranjive soli kao izvori dušika i fosfora. Škrobne se komine zagrijavanjem prevode u škrobni lijepak, djelomice ohlade i podvrgavaju enzimskoj hidrolizi.

Dodaju se amilolitički enzimi različita podrijetla (nekoć zeleni ječmeni slad, danas komercijalni enzimski preparati dobiveni uzgojem mikroorganizama), koji razgrađuju škrob u fermentabilne šećere. Slatka se komina nakon hlađenja prebacuje u fermentore i nacjepljuje kvascem, koji u roku od 36 do 72 sata previre šećere.

Oslobođena toplina odvodi se rashladnim medijem u okoliš, a nastali ugljični dioksid često se hvata i iskorištava.
Prevrela komina, osim etilnog alkohola, sadrži i sporedne proizvode alkoholnoga vrenja. Višekratnom destilacijom alkohol se odjeljuje od lakše hlapljiva acetaldehida i acetala i od teže hlapljiva patočnog ulja, tj. smjese viših alkohola, uglavnom butilnoga i amilnoga, pa se dobiva rafinirani alkohol.

Vodena suspenzija iz koje je destilacijom izdvojen alkohol (džibra) služi kao stočna hrana ili (od melase) za dobivanje gnojiva i dr.
Frakcijskom destilacijom (smjesa alkohola i vode) ne može se dobiti čisti, bezvodni etanol, jer destilacijom nastaje azeotropska smjesa stalnoga vrelišta s masenim udjelom 95,6 % alkohola i 4,4 % vode, koja ima pri 78,15 °C konstantno vrelište (azeotropna smjesa), koje je niže od vrelišta čistog alkohola. Zbog toga je običan alkohol zapravo smjesa od približno 95 % etilnog alkohola, a ostatak uglavnom čini voda. Voda u alkoholu smanjuje njegovu sposobnost otapanja.
Za dobivanje čistog etanola (bezvodnog ili apsolutnog alkohola, gdje je udio alkohola 99 % ili veći) s najviše 1 % vode u sebi, treba se pri destilaciji ukloniti voda sredstvima za sušenje (npr. kalcijev oksid je jeftina tvar koja najbolje veže vodu) ili koje isparavanjem odnose sa sobom u parama azeotropnog sastava, uz ponešto alkohola, i svu vodu (npr. benzen).

## Industrijski alkohol
Industrijski alkohol (denaturirani alkohol) je etilni alkohol koji se ne upotrebljava za piće, nego u različite tehničke svrhe. Ako je to alkohol koji potječe od škrobnih ili šećernih sirovina, u nj se dodaju tvari neugodna mirisa (piridin, metanol) kako se ne bi mogao piti.
Takav alkohol, za potrebe kemijske industrije, gdje se primjenjuje kao otapalo i sirovina za pripravu drugih kemikalija, se uglavnom danas proizvodi sintetski hidratacijom etilena (adicijom molekule vode na njegovu dvostruku vezu). Reakcija se provodi pod tlakom (~3 MPa), uz katalizator na bazi fosforne kiseline (300 do 400 °C) ili s pomoću sumporne kiseline (75 do 80 °C). Sintetski proizveden etanol ne upotrebljava se u prehrambene svrhe.
Industrijsko dobivanje etanola:
Industrijski se etanol proizvodi adicijom vode na eten pri povišenoj temperaturi i tlaku uz fosfornu kiselinu kao katalizator:
CH2=CH2 + H2O (uz katalizator (najčešće H3PO4), tlak = 200 bar, temperatura = 300 °C) → CH3-CH2-OH
Ovim se postupkom dobiva razrijeđena vodena otopina etanola iz koje se destilacijom dobiva etanol u kojem je volumni udio vode 4 %. Preostala se voda ne može ukloniti destilacijom, već samo sredstvima koja kemijski vežu vodu, npr. natrijev etoksid, kalcijev oksid. 70 %-tna otopina etanola rabi se kao dezinfekcijsko sredstvo, jer sprječava razvoj mikroorganizama.

## Dobivanje u Hrvatskoj
U Hrvatskoj postoje tvornice rafiniranog alkohola u Sisku, Županji i u Zagrebu.